# NBA All-Star Weekend 2022
L'NBA All-Star Weekend 2022 si è tenuto al Rocket Mortgage FieldHouse, casa dei Cleveland Cavaliers, dal 18 al 20 febbraio 2022. Questa è stata l'edizione del settantacinquesimo anniversario della NBA, e la terza volta in cui Cleveland ha ospitato un All-Star Game: le altre due sono state nel 1981 e nel 1997, non a caso il trentacinquesimo e il cinquantesimo anniversario della lega. 
La manifestazione è stata caratterizzata da vari eventi cestistici e si concluderà con il 71° All-Star Game della NBA. Per la quinta volta, il formato dell'All-Star Game non è basato da una partita Est contro Ovest. Inoltre, da quest'anno, la Rising Stars Challenge avrà un nuovo formato e sarà introdotta la Clorox Clutch Challenge.

## Celebrity Game
L'NBA All-Star Celebrity Game, sponsorizzato da Ruffles, è stato il primo evento di venerdì 18 febbraio 2022 ed è stato giocato al Wolstein Center di Cleveland, Ohio.
| Giocatore                              |                                           |
| -------------------------------------- | ----------------------------------------- |
| Jimmie Allen                           | Cantante                                  |
| Brittney Elena                         | Attrice, atleta e modella                 |
| Machine Gun Kelly                      | Rapper e cantante                         |
| Dearica Hamby                          | Giocatrice della WNBA                     |
| Noah Carlock                           | Vincitore della Fanatics All-In Challenge |
| Nyjah Hustons                          | Olimpico, skater                          |
| Matt James                             | Conduttore televisivo                     |
| Quavo (4)                              | Rapper                                    |
| Ranveer Singh                          | Attore                                    |
| Alex Toussaint                         | Istruttore di Peloton                     |
| Allenatore: Bill Walton (Leggenda NBA) |                                           |

| Giocatore                                          |                                          |
| -------------------------------------------------- | ---------------------------------------- |
| Anuel AA                                           | Rapper                                   |
| Justin Bibb                                        | Sindaco di Cleveland)                    |
| Kane Brown (2)                                     | Musicista                                |
| Myles Garrett                                      | Giocatore della NFL                      |
| Daniel Gibson                                      | Ex giocatore della NBA                   |
| Tiffany Haddish                                    | Comica, attrice e personaggio televisivo |
| Jack Harlow                                        | Rapper                                   |
| Crissa Jackson                                     | Giocatore degli Harlem Globetrotters     |
| Anjali Ranadivé                                    | Cantante                                 |
| Gianmarco Tamberi                                  | Campione olimpico di salto in alto       |
| Allenatore: Dominique Wilkins (Leggenda della NBA) |                                          |

## Rising Stars Challenge
Il secondo evento del venerdì è l'NBA Rising Stars Challenge, sponsorizzata da Clorox, una sfida tra quattro squadre miste di rookies, sophomores e prospetto della NBA Development League, lega di sviluppo della NBA. Da quest'anno, il Rising Stars non ha avuto più il format Team World contro Team USA, ma è formato da quattro squadre capitanate da dei membri dell'NBA 75th Anniversary Team, che si sono scontrati in un mini-torneo. Per il mini-torneo, formato da due semifinali, una finale e una finalina, è stato usato l'Elam Ending (o Target Score), cioè ha vinto la squadra che è arrivata per prima a 50 punti nella semifinale e a 25 nella finale e nella finalina, in onore dei 75 anni della NBA.
| Ruolo                  | Naz.                   | Giocatore       | Squadra             | R/S/P     |
| ---------------------- | ---------------------- | --------------- | ------------------- | --------- |
| PG                     | Stati Uniti (bandiera) | Cade Cunningham | Detroit Pistons     | Rookie    |
| GA                     | Stati Uniti (bandiera) | Dyson Daniels   | G League Ignite     | Prospetto |
| AG                     | Stati Uniti (bandiera) | Evan Mobley     | Cleveland Cavaliers | Rookie    |
| GA                     | Stati Uniti (bandiera) | Isaac Okoro     | Cleveland Cavaliers | Sophomore |
| C                      | Turchia (bandiera)     | Alperen Şengün  | Houston Rockets     | Rookie    |
| AP                     | Stati Uniti (bandiera) | Jae'Sean Tate   | Houston Rockets     | Sophomore |
| AP                     | Germania (bandiera)    | Franz Wagner    | Orlando Magic       | Rookie    |
| Allenatore: Rick Barry |                        |                 |                     |           |

| Ruolo                   | Giocatore       | Squadra            | R/S/P     |
| ----------------------- | --------------- | ------------------ | --------- |
| P                       | LaMelo Ball     | Charlotte Hornets  | Sophomore |
| AG                      | Scottie Barnes  | Toronto Raptors    | Rookie    |
| PG                      | Ayo Dosunmu     | Chicago Bulls      | Rookie    |
| GA                      | Chris Duarte    | Indiana Pacers     | Rookie    |
| P                       | Scoot Henderson | G League Ignite    | Prospetto |
| AP                      | Jaden McDaniels | Minnesota T'wolves | Sophomore |
| PG                      | Davion Mitchell | Sacramento Kings   | Rookie    |
| Allenatore: Gary Payton |                 |                    |           |

| Ruolo                    | Naz.                   | Giocatore         | Squadra             | R/S/P     |
| ------------------------ | ---------------------- | ----------------- | ------------------- | --------- |
| AC                       | Nigeria (bandiera)     | Precious Achiuwa  | Toronto Raptors     | Sophomore |
| GA                       | Stati Uniti (bandiera) | Desmond Bane      | Memphis Grizzlies   | Sophomore |
| AP                       | Stati Uniti (bandiera) | Saddiq Bey        | Cleveland Cavaliers | Sophomore |
| GA                       | Stati Uniti (bandiera) | Anthony Edwards   | Minnesota T'wolves  | Sophomore |
| PG                       | Stati Uniti (bandiera) | Tyrese Haliburton | Sacramento Kings    | Sophomore |
| G                        | Stati Uniti (bandiera) | Jaden Hardy       | G League Ignite     | Prospetto |
| AC                       | Stati Uniti (bandiera) | Isaiah Stewart    | Detroit Pistons     | Sophomore |
| Allenatore: Isiah Thomas |                        |                   |                     |           |

| Ruolo                    | Naz.                   | Giocatore        | Squadra            | R/S/P     |
| ------------------------ | ---------------------- | ---------------- | ------------------ | --------- |
| P                        | Stati Uniti (bandiera) | Cole Anthony     | Orlando Magic      | Sophomore |
| GA                       | Stati Uniti (bandiera) | MarJon Beauchamp | G League Ignite    | Prospetto |
| PG                       | Australia (bandiera)   | Josh Giddey      | Oklahoma Thunder   | Rookie    |
| G                        | Stati Uniti (bandiera) | Jalen Green      | Houston Rockets    | Rookie    |
| A                        | Stati Uniti (bandiera) | Herbert Jones    | N.O. Pelicans      | Rookie    |
| P                        | Stati Uniti (bandiera) | Tyrese Maxey     | Philadelphia 76ers | Rookie    |
| PG                       | Stati Uniti (bandiera) | Jalen Suggs      | Orlando Magic      | Rookie    |
| Allenatore: James Worthy |                        |                  |                    |           |

|  | Semifinali  | Semifinali  | Semifinali |            |            | Finale     | Finale | Finale |  |
|  |             |             |            |            |            |            |        |        |  |
|  | Team Isiah  | Team Isiah  | 50         |            |            |            |        |        |  |
|  | Team Isiah  | Team Isiah  | 50         |            |            |            |        |        |  |
|  | Team Worthy | Team Worthy | 49         |            |            |            |        |        |  |
|  | Team Worthy | Team Worthy | 49         |            | Team Isiah | Team Isiah | 20     |        |  |
|  |             |             |            |            | Team Isiah | Team Isiah | 20     |        |  |
|  |             |             | Team Barry | Team Barry | 25         |            |        |        |  |
|  | Team Barry  | Team Barry  | Team Barry | Team Barry | 25         | 50         |        |        |  |
|  | Team Barry  | Team Barry  |            |            |            |            |        |        |  |
|  | Team Payton | Team Payton | 48         |            |            |            |        |        |  |

## Clutch Challenge
La Clutch Challenge, sponsorizzata da Clorox, si è tenuta durante l'intervallo della Rising Stars Challenge il 18 febbraio 2022. Questo evento, che si è svolto per la prima volta nella storia, era composto da quattro coppie di giocatori (due coppie di rookies, una di sophomores e una di prospetti) che hanno dovuto ricostruire cinque tiri iconici della storia della NBA nel minor tempo possibile (il cronometro è di 1:15). La coppia più veloce ha vinto il premio di Clorox Clutch Challenge Champion.

### Partecipanti[7]
- Team 1: Tyrese Haliburton (Indiana Pacers) e Desmond Bane (Memphis Grizzlies)
- Team 2: Scottie Barnes (Toronto Raptors) e Chris Duarte (Indiana Pacers)
- Team 3: Evan Mobley (Cleveland Cavaliers) e Josh Giddey (Oklahoma City Thunder)
- Team 4 (Ignite): Fanbo Zeng e Michael Foster Jr. (NBA G League Ignite)

I cinque tiri da ricreare saranno:
- Il gancio cielo (baby hook) di Magic Johnson;
- il tiro dal “top of the key” di Charles Barkley;
- la tripla dal logo di Damian Lillard;
- la tripla dall’angolo di Ray Allen;
- la tripla dal lato di Reggie Miller.

## Skills Challenge
La Skills Challenge, sponsorizzata da Taco Bell, si è tenuta sabato 19 febbraio. A partire da questa edizione la Skills Challenge ha avuto un nuovo formato, infatti la sfida è composta da quattro round fra tre squadre da tre giocatori, ogni round ha testato le loro abilità di palleggio, passaggio e tiro.
Le squadre saranno composte da:
- Team Cavs: Jarrett Allen, Darius Garland e Evan Mobley (Cleveland Cavaliers)
- Team Antetokounmpos: Alex Antetokounmpo (Raptors 905), Giannīs Antetokounmpo e Thanasīs Antetokounmpo (Milwaukee Bucks)
- Team Rooks: Scottie Barnes (Toronto Raptors), Cade Cunningham (Detroit Pistons) e Josh Giddey (Oklahoma City Thunder)

Le quattro prove sono state (in ordine):
- Tiro: tutti e tre i componenti della squadra parteciperanno, uno al tiro e gli altri due a rimbalzo. Ogni giocatore avrà 30 secondi a disposizione per fare canestro da 5 punti diversi del campo diversi (non si potrà tentare la stessa conclusione due volte dalla stessa posizione in caso di errore). Ogni posizione di tiro avrà un valore diverso in base alla distanza (da 1 a 5 punti): alla fine della prova verrà sommato il punteggio totale della squadra;
- Passaggio: i componenti della squadra parteciperanno insieme: ogni terzetto avrà 30 secondi a disposizione per completare passaggi di diversa tipologia in base alla distanza e al bersaglio da colpire. Un giocatore non potrà fare due passaggi consecutivi verso lo stesso bersaglio - che avranno ognuno un grado di difficoltà e dunque un punteggio diverso (2, 4 o 6 punti). La squadra che raccoglierà più punti conquisterà 100 Challenge Points;
- Esercizi di abilità: in questo esercizio, tutti dovranno completare cinque esercizi: passaggio dalla linea di fondo verso un bersaglio in movimento, palleggiare per tutto il campo evitando tre ostacoli, andare a canestro da sotto, segnare un tiro da tre dall'angolo contro un difensore "automatico" e andare dall'altra parte del campo per chiudere l'esercizio con un canestro;
- Tiri da centrocampo: le due squadre che conquisteranno più punti accederanno alla fase finale che andrà completata a tempo: l’obiettivo sarà trovare il bersaglio da centrocampo. La prima squadra qualificata avrà un minuto e mezzo per riuscirci e in base al tempo d’esecuzione fisserà il limite massimo per la seconda squadra. Chi ci riuscirà in meno tempo vincerà la Skills Challenge (nel caso di pareggio e di stesso tempo, si ripeterà l’ultima prova).

## Three Point Contest
Il Three Point Contest, sponsorizzato da MTN DEW, si è tenuto sabato 19 febbraio. 
| Ruolo | Giocatore          | Squadra            | Altezza | Peso | Primo round | Ultimo round |
| ----- | ------------------ | ------------------ | ------- | ---- | ----------- | ------------ |
| C     | Karl-Anthony Towns | Minnesota T'wolves | 213     | 112  | 22          | 29           |
| P     | Trae Young         | Atlanta Hawks      | 188     | 82   | 22          | 26           |
| G     | Luke Kennard       | L.A. Clippers      | 196     | 91   | 28          | 26           |
| PG    | Patty Mills        | Brooklyn Nets      | 183     | 84   | 21          | DNQ          |
| G     | C.J. McCollum      | N.O. Pelicans      | 191     | 86   | 19          | DNQ          |
| GA    | Desmond Bane       | Memphis Grizzlies  | 198     | 98   | 18          | DNQ          |
| PG    | Fred VanVleet      | Toronto Raptors    | 183     | 88   | 16          | DNQ          |
| G     | Zach LaVine        | Chicago Bulls      | 196     | 94   | 14          | DNQ          |

## Slam Dunk Contest
Lo Slam Dunk Contest, sponsorizzato da AT&T, si è tenuto sabato 19 febbraio.
| Ruolo | Giocatore    | Squadra         | Altezza | Peso | Primo round | Ultimo round |
| ----- | ------------ | --------------- | ------- | ---- | ----------- | ------------ |
| AG    | Obi Toppin   | N.Y. Knicks     | 206     | 100  | 90 (44+46)  | 92 (45+47)   |
| A     | Juan Toscano | G.S. Warriors   | 198     | 95   | 87 (44+43)  | 69 (39+30)   |
| G     | Jalen Green  | Houston Rockets | 193     | 80   | 83 (38+45)  | DNQ          |
| P     | Cole Anthony | Orlando Magic   | 191     | 84   | 70 (40+30)  | DNQ          |

## All-Star Game

### Allenatori
Per i due team, sono stati scelti gli allenatori delle squadre con il miglior record per Conference. Monty Williams, allenatore dei Phoenix Suns (squadra con il miglior record della Western Conference), è stato scelto per allenare il Team LeBron. Per il Team Durant, invece, è stato scelto Erik Spoelstra, coach dei Miami Heat, squadra con il miglior record della Eastern Conference.

### Squadre
Come nelle edizioni precedenti, i giocatori dell'All-Star Game sono stati scelti tramite votazione da parte dei fans, dei media e anche dei giocatori NBA. I fans, che hanno potuto votare tramite il sito dell'NBA o tramite il loro account Google, hanno inciso per il 50%, mentre il voto dei media e dei giocatori ha inciso per il restante 50%, diviso in parti uguali. Le due guardie e i tre frontcourts che hanno ottenuto il maggiori numero di voti complessivi sono stati inseriti nel quintetto di partenza, mentre i due giocatori con il maggior numero di voti totali (uno per Conference), sono stati nominati capitani delle due squadre. Gli allenatori NBA hanno invece votato per le riserve della rispettiva conference, non potendo però votare giocatori della propria squadra. Ogni allenatore ha potuto scegliere due guardie, tre frontocourts e due wild cards; in caso di scelta di un giocatore che può giocare in più posizioni, gli allenatori sono incoraggiati a scegliere la posizione del giocatore stesso in cui potrebbe essere "più vantaggioso per il team All-Star", indipendentemente dal ruolo indicato nella scheda All-Star o nel ruolo indicato nei tabellini delle partite.
I quintetti base sono stati svelati il 27 gennaio 2022. DeMar DeRozan dei Chicago Bulls e Trae Young degli Atlanta Hawks sono stati scelti come guardie titolari della Eastern Conference, rispettivamente alla loro quinta e seconda partecipazione all'All-Star Game, insieme a Giannīs Antetokounmpo dei Milwaukee Bucks, Kevin Durant dei Brooklyn Nets e Joel Embiid dei Philadelphia 76ers rispettivamente alla quinta, dodicesima e sesta chiamata.
Stephen Curry dei Golden State Warriors e Ja Morant dei Memphis Grizzlies sono stati invece i più votati tra le guardie della Western Conference, guadagnandosi così la loro ottava e prima chiamata. Insieme a loro, faranno parte del quintetto titolare LeBron James dei Los Angeles Lakers, l'MVP in carica Nikola Jokić dei Denver Nuggets, rispettivamente alla loro diciottesima e quarta partecipazione, e Andrew Wiggins dei Golden State Warriors, alla sua prima chiamata.
- In corsivo i due giocatori con il maggior numero di voti per conference.

| Ruolo          | Giocatore             | Squadra             | N° di partecipazioni |
| Quintetto base | Quintetto base        | Quintetto base      | Quintetto base       |
| -------------- | --------------------- | ------------------- | -------------------- |
| G              | Trae Young            | Atlanta Hawks       | 2                    |
| G              | DeMar DeRozan         | Chicago Bulls       | 5                    |
| C              | Joel Embiid           | Philadelphia 76ers  | 5                    |
| A              | Kevin Durant          | Brooklyn Nets       | 12                   |
| A              | Giannīs Antetokounmpo | Milwaukee Bucks     | 6                    |
| Riserve        |                       |                     |                      |
| G              | LaMelo Ball           | Charlotte Hornets   | 1                    |
| G              | Darius Garland        | Cleveland Cavaliers | 1                    |
| G              | James Harden          | Philadelphia 76ers  | 10                   |
| G              | Zach LaVine           | Chicago Bulls       | 2                    |
| G              | Fred VanVleet         | Toronto Raptors     | 1                    |
| A              | Jimmy Butler          | Miami Heat          | 6                    |
| A              | Khris Middleton       | Milwaukee Bucks     | 3                    |
| A              | Jayson Tatum          | Boston Celtics      | 3                    |
| C              | Jarrett Allen         | Cleveland Cavaliers | 1                    |

| Ruolo          | Giocatore          | Squadra            | N° di partecipazioni |
| Quintetto base | Quintetto base     | Quintetto base     | Quintetto base       |
| -------------- | ------------------ | ------------------ | -------------------- |
| G              | Stephen Curry      | G.S. Warriors      | 8                    |
| G              | Ja Morant          | Memphis Grizzlies  | 1                    |
| C              | Nikola Jokić       | Denver Nuggets     | 4                    |
| A              | LeBron James       | L.A. Lakers        | 18                   |
| A              | Andrew Wiggins     | G.S. Warriors      | 1                    |
| Riserve        |                    |                    |                      |
| G              | Devin Booker       | Phoenix Suns       | 3                    |
| G              | Luka Dončić        | Dallas Mavericks   | 3                    |
| G              | Donovan Mitchell   | Utah Jazz          | 3                    |
| G              | Dejounte Murray    | San Antonio Spurs  | 1                    |
| G              | Chris Paul         | Phoenix Suns       | 12                   |
| A              | Draymond Green     | G.S. Warriors      | 4                    |
| C              | Rudy Gobert        | Utah Jazz          | 3                    |
| C              | Karl-Anthony Towns | Minnesota T'wolves | 3                    |

### Draft
il draft per la scelta dei giocatori si è tenuto il 10 febbraio 2022. LeBron James e Kevin Durant, i capitani delle due squadre, sceglieranno tra gli altri otto giocatori scelti come titolari e tra i 14 giocatori (sette per ogni conference) scelti dagli allenatori NBA. Il Commissioner NBA Adam Silver potrà invece selezionare il sostituto di ogni giocatore infortunato che non potrà partecipare all'All-Star Game, scegliendo però un giocatore della stessa conference. Il giocatore verrà poi inserito nella squadra in cui il giocatore infortunato è stato scelto. Se il giocatore sostituito è uno dei cinque titolari, l'allenatore della squadra sceglierà chi schierare nel quintetto base.
Le prime scelte sono state Giannīs Antetokounmpo per il LeBron James e Joel Embiid per Kevin Durant.
| Scelta | Giocatore             | Squadra |
| ------ | --------------------- | ------- |
| 1      | Giannīs Antetokounmpo | LeBron  |
| 2      | Joel Embiid           | Durant  |
| 3      | Stephen Curry         | LeBron  |
| 4      | Ja Morant             | Durant  |
| 5      | DeMar DeRozan         | LeBron  |
| 6      | Jayson Tatum          | Durant  |
| 7      | Nikola Jokić          | LeBron  |
| 8      | Andrew Wiggins        | Durant  |
| 9      | Trae Young            | Durant  |
| 10     | Devin Booker          | Durant  |
| 11     | Luka Dončić           | LeBron  |
| 12     | Karl-Anthony Towns    | Durant  |
| 13     | Darius Garland        | LeBron  |
| 14     | Zach LaVine           | Durant  |
| 15     | Chris Paul            | LeBron  |
| 16     | Dejounte Murray       | Durant  |
| 17     | Jimmy Butler          | LeBron  |
| 18     | Khris Middleton       | Durant  |
| 19     | Donovan Mitchell      | LeBron  |
| 20     | LaMelo Ball           | Durant  |
| 21     | Fred VanVleet         | LeBron  |
| 22     | Rudy Gobert           | Durant  |
| 23     | James Harden          | LeBron  |

### Formazione
| Ruolo                                      | Giocatore             | Squadra             |
| Quintetto base                             | Quintetto base        | Quintetto base      |
| ------------------------------------------ | --------------------- | ------------------- |
| A                                          | LeBron James          | L.A. Lakers         |
| A                                          | Giannīs Antetokounmpo | Milwaukee Bucks     |
| G                                          | Stephen Curry         | G.S. Warriors       |
| G                                          | DeMar DeRozan         | Chicago Bulls       |
| C                                          | Nikola Jokić          | Denver Nuggets      |
| Riserve                                    |                       |                     |
| C                                          | Jarrett Allen         | Cleveland Cavaliers |
| A                                          | Jimmy Butler          | Miami Heat          |
| G                                          | Luka Dončić           | Dallas Mavericks    |
| G                                          | Darius Garland        | Cleveland Cavaliers |
| G                                          | James Harden          | Philadelphia 76ers  |
| G                                          | Donovan Mitchell      | Utah Jazz           |
| G                                          | Chris Paul            | Phoenix Suns        |
| G                                          | Fred VanVleet         | Toronto Raptors     |
| Allenatore: Monty Williams ( Phoenix Suns) |                       |                     |

| Ruolo                                    | Giocatore          | Squadra            |                |
| Quintetto base                           | Quintetto base     | Quintetto base     | Quintetto base |
| ---------------------------------------- | ------------------ | ------------------ | -------------- |
| A                                        | Kevin Durant       | Brooklyn Nets      |                |
| C                                        | Joel Embiid        | Philadelphia 76ers |                |
| G                                        | Ja Morant          | Memphis Grizzlies  |                |
| A                                        | Jayson Tatum       | Boston Celtics     |                |
| G                                        | Trae Young         | Atlanta Hawks      |                |
| Riserve                                  |                    |                    |                |
| G                                        | LaMelo Ball        | Charlotte Hornets  |                |
| G                                        | Devin Booker       | Phoenix Suns       |                |
| C                                        | Rudy Gobert        | Utah Jazz          |                |
| G                                        | Zach LaVine        | Chicago Bulls      |                |
| A                                        | Khris Middleton    | Milwaukee Bucks    |                |
| G                                        | Dejounte Murray    | San Antonio Spurs  |                |
| C                                        | Karl-Anthony Towns | Minnesota T'wolves |                |
| A                                        | Draymond Green     | G.S. Warriors      |                |
| Allenatore: Erik Spoelstra ( Miami Heat) |                    |                    |                |

### Partita
| Arbitri: | Kane Fitzgerald James Williams Brian Forte |

|                                            |            |                                    |
| Stephen Curry 50 Antetokounmpo 30 James 24 | Punti      | 36 Embiid 20 Booker 18 LaMelo Ball |
| James, Jokić 8                             | Assist     | 10 Young                           |
| Antetokounmpo 12                           | Rimbalzi   | 10 Embiid                          |
| Monty Williams                             | Allenatori | Erik Spoelstra                     |

### Annotazioni
1. ↑  Kevin Durant non ha potuto partecipare a causa di un infortunio al ginocchio.
2. ↑  LaMelo Ball è stato scelto al posto dell'infortunato Kevin Durant.
3. ↑  James Harden non potrà partecipare a causa di un infortunio al bicipite femorale.
4. ↑  Jayson Tatum è stato scelto come titolare al posto dell'infortunato Kevin Durant.
5. ↑  Jarrett Allen è stato scelto al posto dell'infortunato James Harden.
6. ↑  Dejounte Murray è stato scelto al posto dell'infortunato Draymond Green.
7. ↑  Draymond Green non ha potuto partecipare a causa di un infortunio al polpaccio.
8. ↑  Jarrett Allen è stato selezionato al posto dell'infortunato James Harden.
9. ↑  James Harden non potrà partecipare a causa di un infortunio al bicipite femorale.
10. ↑  Kevin Durant non ha potuto partecipare a causa di un infortunio al ginocchio.
11. ↑  Jayson Tatum è stato scelto come titolare al posto dell'infortunato Kevin Durant.
12. ↑  LaMelo Ball è stato scelto al posto dell'infortunato Kevin Durant.
13. ↑  Dejounte Murray è stato scelto al posto dell'infortunato Draymond Green.
14. ↑  Draymond Green non ha potuto partecipare a causa di un infortunio al polpaccio.

### Fonti
1. ↑   Sky Sport, Il Rising Stars cambia formato: tutte le novità del venerdì, su sport.sky.it. URL consultato il 5 febbraio 2022.
2. 1 2  (EN) Ruffles All-Star Celebrity Game, su NBA.com. URL consultato il 9 febbraio 2022.
3. ↑  (EN) Clorox Rising Stars rosters set after 4-team draft, su NBA.com. URL consultato il 10 febbraio 2022.
4. ↑   Sky Sport, Il Rising Stars cambia formato: tutte le novità del venerdì, su sport.sky.it. URL consultato il 10 febbraio 2022.
5. 1 2 3 4   NBA All-Star Weekend, Rising Star: i roster delle quattro squadre in campo, su sport.sky.it. URL consultato il 5 febbraio 2022.
6. ↑  (EN) Clorox Rising Stars to feature mini-tournament format at 2022 NBA All-Star, su NBA.com. URL consultato il 10 febbraio 2022.
7. 1 2 3   NBA All-Star Game, i Partecipanti al Clorox Clutch Challenge, su dunkest.com. URL consultato il 10 febbraio 2022.
8. ↑   Sky Sport, Tutti i nuovissimi trofei dell'All-Star Weekend. FOTO, su sport.sky.it. URL consultato il 10 febbraio 2022.
9. ↑  (EN) Taco Bell Skills Challenge, su NBA.com. URL consultato il 10 febbraio 2022.
10. 1 2 3   Sky Sport, Cambia lo Skills Challenge: c'è Antetokounmpo, su sport.sky.it. URL consultato il 10 febbraio 2022.
11. ↑  (EN) MTN DEW 3-Point Contest, su nba.com. URL consultato il 10 febbraio 2022.
12. 1 2  (EN) AT&T Slam Dunk, su NBA.com. URL consultato il 12 febbraio 2022.
13. ↑  (EN) Suns' Monty Williams to coach Team LeBron in 2022 NBA All-Star Game, su NBA.com. URL consultato il 12 febbraio 2022.
14. ↑  (EN) Miami's Erik Spoelstra to coach Team Durant in 2022 NBA All-Star Game, su NBA.com. URL consultato il 12 febbraio 2022.
15. 1 2 3  (EN) 2022 NBA All-Star Game starters announced, su NBA.com. URL consultato il 12 febbraio 2022.
16. ↑  (EN) 1st-time All-Stars Morant, Wiggins picked to start, su ESPN.com, 28 gennaio 2022. URL consultato il 12 febbraio 2022.
17. 1 2  (EN) 2022 NBA All-Star reserves revealed!, su NBA.com. URL consultato il 12 febbraio 2022.
18. ↑  (EN) Team LeBron vs. Team Durant: 2022 All-Star Draft rosters and results, su NBA.com. URL consultato il 12 febbraio 2022.